# Моріс Жарр
Моріс Алексис Жарр (фр. Maurice Jarre; 13 вересня 1924, Ліон — 29 березня 2009, Лос-Анджелес) — французький композитор, автор саундтреків до чисельних фільмів. Володар багатьох премій за композиції до фільмів.
Народився 13 вересня 1924 року в Ліоні. Спочатку вчився на інженера-електрика в Ліонському університеті, проте пізніше поступив в Паризьку консерваторію, де займався по класу ударних інструментів і композиції. Серед його викладачів був знаменитий французький композитор Артур Онеггер. На початку п'ятдесятих працював музичним директором Національного Народного театру в Парижі. Жарр писав твори для оркестру, музику до численних драматичних спектаклів, зокрема за п'єсами Жана Кокто, Андре Жида, Альбера Камю і Андре Бретона, до балетів «Маски жінок», «Вбитий поет», «Мальдорор», «Собор Паризької Богоматері», «На честь Айседори», до опери-балету «Арміда», співробітничав з композитором П'єром Бульозом, але широку популярність здобув в основному завдяки своїй роботі в кіно.
Його дебютом в кінематографії став короткометражний фільм Жоржа Франжу «Будинок інвалідів» (1952). Почавши з короткометражний фільм, вже в наступному десятилітті Жарр отримував запрошення від провідних європейських і американських режисерів того часу. Перший міжнародний успіх прийшов до композитора в 1963 році, коли він був удостоєний премії «Оскар» за музичний супровід до пригодницької епопеї прославленого британського режисера Девіда Ліна «Лоуренс Аравійський» (1962). Подальша співпраця з Ліном принесла композиторові ще два «Оскара» — в 1966 році за фільм «Доктор Живаго» (1965) і в 1985 за «Поїздку до Індії» (1984). Деякі саундтреки Жарра виходили окремими альбомами, а «Тема Лари» з фільму «Доктор Живаго» стала інтернаціональним хітом (окремий випадок для інструментальної композиції!). У восьмидесяті роки композитор, чиє ім'я до того асоціювалося, перш за все, з оркестровою музикою, почав експериментувати з електронним звучанням.
Серед фільмів, в яких звучить музика Жарра: «Колекціонер» (1962, реж. Вільям Вайлер), «Топаз» (1965, реж. Альфред Гічкок), «Загибель богів» (1969, реж. Лукіно Вісконті), «Дочка Райана» (1970, реж. Девід Лін), «Людина, яка хотіла стати королем» (1975, реж. Джон Г'юстон), «Бляшаний барабан» (1979, режисер Фолькер Шлендорф), «Рік, небезпечний для життя» (1982, реж. Пітер Уїр), «Наречена» (1985, реж. Франц Роддам), «Фатальний потяг» (1987, реж. Едріан Лайн), «Вороги: історія любові» (1989, реж. Пол Мазурськи), «Товариство мертвих поетів» (1989, реж. Пітер Уїр). Загалом написав музику до понад 150 кінокартин. Із 1960-х років постійно жив та працював у США.
Призер багатьох міжнародних кінофестивалів, композитор, що неодноразово висувався на здобуття премії «Оскар», Моріс Жарр продовжував активно працювати в кіно, йому належить музика до таких фільмів, як «Безстрашний» (1993, реж. Пітер Уїр), «Прогулянка в хмарах» (1995, реж. Альфонсо Арау), «Сонячне світло» (1999, реж. Іштван Сабо), «Я мріяла про Африку» (2000, реж. Х'ю Хадсон). Жарр також є володарем декількох премій «Золотий глобус» і двох призів Британської академії кіно і телебачення. Один з його синів — Кевін — живе у Сполучених Штатах і працює сценаристом, інший — Жан-Мішель Жарр — здобув широку популярність як автор і виконавець електронної музики, відомий також своїми масштабними світловими шоу.
На честь композитора та його сина названо астероїд 4422 Жарр.